# Sebastian Fitzeks Die Therapie
Sebastian Fitzeks Die Therapie ist eine deutsche Literaturverfilmung des Romans Die Therapie von Sebastian Fitzek. Die Serie wurde am 26. Oktober 2023 auf Amazon Prime Video veröffentlicht. Die Hauptrolle wird von Stephan Kampwirth gespielt.

## Episodenliste
| Nr. (ges.) | Nr. (St.) | Originaltitel  | Erstausstrahlung | Regie            | Drehbuch             |
| ---------- | --------- | -------------- | ---------------- | ---------------- | -------------------- |
| 1          | 1         | Spurlos        | 26. Okt. 2023    | Thor Freudenthal | Alexander M. Rümelin |
| 2          | 2         | Verzweifelt    | 26. Okt. 2023    | Thor Freudenthal | Alexander M. Rümelin |
| 3          | 3         | Verirrt        | 26. Okt. 2023    | Iván Sainz-Pardo | Alexander M. Rümelin |
| 4          | 4         | Nach dem Sturm | 26. Okt. 2023    | Iván Sainz-Pardo | Alexander M. Rümelin |
| 5          | 5         | Die Rückkehr   | 26. Okt. 2023    | Iván Sainz-Pardo | Alexander M. Rümelin |
| 6          | 6         | Die Wahrheit   | 26. Okt. 2023    | Thor Freudenthal | Alexander M. Rümelin |

## Handlung
Josy, die 13-jährige Tochter des Psychiaters Viktor Larenz, verschwindet bei einem Arztbesuch scheinbar spurlos aus der Praxis. Auch zwei Jahre nach dem Vorfall gibt es keine Spur von dem Mädchen. Viktor verzweifelt und zieht sich mit seinem Hund Sindbad in ein Ferienhaus auf der Insel Parkum zurück. Dort kommt er allerdings nicht zur Ruhe, denn eines Tages steht eine rätselhafte junge Frau vor seiner Tür, die sich als Anna Spiegel vorstellt. Sie möchte von Viktor therapiert werden, obwohl dieser nicht mehr praktiziert. Widerwillig hört Viktor der Frau zu, die seine Adresse angeblich von seinem Anwalt Wolfgang Riegger erhalten hat. Sie sagt, dass sie unter Schizophrenie leide. Als Autorin schreibe sie Romane, deren Handlungen später Realität werden. Eine dieser Geschichten ähnelt Josys Schicksal. Als Anna dann auch noch eine Klaviermelodie spielt, die eigentlich ein Geheimnis zwischen Viktor und Josy ist, glaubt der Psychiater, dass die Frau etwas über Josy weiß.
In Gesprächen mit der Kiosk- und Hotelinhaberin Bentje sowie mit seinem Freund Halberstaedt versucht Viktor vergeblich, mehr über Anna Spiegel zu erfahren. Später findet er Sindbad tot im Wattenmeer; der Hund wurde mit einem Hammer erschlagen. Doch er findet keinen Täter, weil sowohl bei Anna als auch bei Halberstaedt ein Hammer zu sehen ist, den er nicht eindeutig zuordnen kann.
Parallel zu den Ereignissen ist in Rückblenden das Leben der Familie Larenz vor Josys Verschwinden zu sehen. Josy entwickelte sich immer mehr zu einer rebellischen Teenagerin. Beschleunigt wurde diese Entwicklung, als sie sich mit Mila, der Tochter von Viktors Kollege Dr. Roth, anfreundete. Mila hatte schon mehr Erfahrung mit Jungs und Alkohol. Außerdem war sie genervt davon, dass ihr vielbeschäftigter Vater keine Zeit für sie hatte. Auch Josy entfremdete sich zunehmend von ihren zerstrittenen Eltern, obwohl ihr Vater immer wieder versuchte, sich um sie zu kümmern. Doch sie wurde immer wieder von Nasenbluten, Magenkrämpfen und Schwächeanfällen geplagt. Ihre Mutter Isabelle wurde immer unruhiger und strenger. Eine Scheidung der Eltern drohte.
Dr. Roth wiederum testet die Grenzen der medizinischen Behandlung aus, indem er Patienten nicht zugelassene Medikamente und Drogen verabreicht. Dabei schreckt er auch nicht vor Bestechung zurück. Vor dem Ethikrat der Park-Klinik verteidigte Viktor das Verhalten des Kollegen. Heimlich führt Roth in einer Garage Tierversuche mit Ratten durch. Immer wieder gerät er in Konflikte, u. a. mit seinem Konkurrenten Dr. Jeschke und dem Klinikleiter Prof. Gessl. Seine treue Sektretärin Ines Mergentheimer unterstützt ihn.
Die Ereignisse spitzen sich schließlich zu, als Viktor auf Parkum in den Keller seines Ferienhauses geht. Dort entdeckt er hinter einem roten Vorhang sein altes Kinderzimmer. Als er sich umdreht, schießt Halberstaedt ihm in den Bauch, wobei ein Spiegel zerspringt. Viktor erwacht als Patient in der Park-Klinik. Nun erklärt Dr. Roth ihm, dass er gerade aus einem zweijährigen Koma erwacht sei. Vor dem Koma hat Viktor einen Suizid versucht, den Roth im letzten Moment verhinderte. Die Ereignisse auf Parkum geschahen nur in seiner Fantasie. Viktor erkennt nun einige Gesichter von Parkum wieder. So ist Bentje in Wirklichkeit seine Krankenschwester und der Kapitän bei der Überfahrt ein Arzt.
Viktors Erwachen aus dem langen Koma sorgt für Aufsehen. Während die Ärzte darüber streiten, wünscht sich der nun im Rollstuhl sitzende Viktor, noch einmal nach Parkum zu reisen. Als Roth den Wunsch ablehnt, lässt Viktor eine Pressemitteilung veröffentlichen und beauftragt Riegger, ihm Medikamente zu bringen. Er versetzt sich zurück ins Koma und reist in seiner Fantasie wieder nach Parkum. Dort sieht er im Keller hinter dem Vorgang zunächst nur eine Mauer, doch als Anna Spiegel wieder auftaucht, führt sie ihn in ein dunkles Gewölbe und spricht wie eine Therapeutin mit ihm.
Nun ist Viktors eigene Kindheit zu sehen. Seine Eltern waren Schauspieler und spielten in einer Aufführung von Goethes Drama Iphigenie auf Tauris, zu dem Roth im Keller von Familie Larenz ein Plakat gefunden hat. Aus dem Drama ist das Zitat „Und rette mich, die du vom Tod errettet, auch von dem Leben hier, dem zweiten Tode.“ ist immer wieder zu hören. Nach einer Aufführung sah der junge Viktor, wie sein Vater mit einer Geliebten durchbrannte. Wenig später fand er seine Mutter nach deren Suizid in einer Badewanne voller Blut. Daraufhin wurde er in ein Internat gebracht.
In der Gegenwart spricht Roth mit dem Kinderarzt, aus dessen Praxis Josy vor zwei Jahren verschwunden sein soll. Er erfährt, dass Josys körperliche Probleme vorübergehend aufhörten, als sie eine Woche nicht zuhause war. Es stellt sich heraus, dass Viktor unter dem Münchhausen-Stellvertretersyndrom leidet. Angetrieben von den Ereignissen in seiner eigenen Kindheit versuchte er, Josy mit der Maisstärke aus der Hülle mehrerer Pillen langsam zu vergiften und so an sich zu binden. Wegen seiner Schizophrenie beschuldigte er jedoch Isabelle dieser Taten. 
Er glaubt, dass Isabelle am Morgen von Josys Verschwinden versucht habe, sie zu vergiften, und anschließend mit einer Pistole bedroht habe. Daher floh er mit Josy aus dem Haus und tauchte in einem Bach so lange unter, dass Josy vermeintlich ertrank. Nachdem er vergeblich versucht habe, die Tochter wiederzubeleben, bildet er sich plötzlich ein, mit ihr zum Kinderarzt zu gehen. Josy war also am Tag ihres Verschwindens gar nicht in der Praxis. In Wirklichkeit wollte Isabelle Josy vor Viktor retten. Ihr gelang es, die Tochter wiederzubeleben, als Viktor auf dem Weg zum Kinderarzt war.
Was anschließend passierte, erfährt Viktor, als er mit Dr. Roth Isabelles Versteck im Ausland aufspürt. Während er mit Isabelle spricht, steht plötzlich die lebende Josy vor ihm. Nach dem Vorfall mit dem vermeintlichen Ertrinken versteckte Isabelle mit Rieggers Hilfe die Tochter, um sie vor dem Vater zu schützen.
Einige Zeit später eröffnete der in der Klinik entlassene Roth seine eigene Praxis und versöhnt sich mit Mila. Er bringt Josy und Mila zum Bahnhof, damit die Mädchen eine früher nicht erlaubte Reise nach Amsterdam unternehmen können. Doch vorher besucht Josy nochmal Viktor. Der Vater erlebt die Begegnung sowohl zuhause als auch in seinem fiktiven Ferienhaus auf Parkum.

## Besetzung
| Rolle               | Darsteller                | Episoden  |
| ------------------- | ------------------------- | --------- |
| Dr. Viktor Larenz   | Stephan Kampwirth         | 1.01–1.06 |
| Josy Larenz         | Helena Zengel             | 1.01–1.06 |
| Isabell Larenz      | Andrea Osvárt             | 1.01–1.06 |
| Dr. Martin Roth     | Trystan Pütter            | 1.01–1.06 |
| Anna Spiegel        | Emma Bading               | 1.01–1.06 |
| Ines Mergentheimer  | Martina Eitner-Acheampong | 1.01–1.06 |
| Wolfgang Riegger    | Samir Fuchs               | 1.01–1.06 |
| Mila Roth           | Eva M. Hirschburger       | 1.01–1.06 |
| Bentje              | Paula Kober               | 1.01–1.06 |
| Halberstaedt        | Waldemar Kobus            | 1.01–1.06 |
| Dr. Frieder Jeschke | Peter Miklusz             | 1.01–1.06 |
| Prof. Dr. Gessl     | Axel Milberg              | 1.01–1.06 |
| Arzt, Kapitän       | Martin Feifel             | 1.01–1.06 |

## Produktion
Die Szenen auf der fiktiven Insel Parkum wurden auf den Inseln Föhr und Amrum gedreht. Das Haus, das im Film das Ferienhaus darstellt, befindet sich in der Nähe von Wyk auf Föhr. Viele Fans der Serie besuchten im Rahmen des Setjetting das Haus. Weitere Dreharbeiten fanden in Berlin und Umgebung statt.
Sebastian Fitzek wirkte als Autor der Romanvorlage am Drehbuch der Serie mit. Dabei änderte er einen Aspekt des Romans, der ihm mittlerweile nicht mehr gefiel. Die Änderung betrifft das Motiv für Isabelles Handeln. Fitzek setzte sich außerdem dafür ein, Iván Sáinz-Pardo als einen von zwei Regisseuren zu engagieren.

## Rezensionen
Sehr positiv äußert sich Tilmann P. Gangloff bei Tittelbach.tv: „Vier Folgen lang wirft das Drehbuch mit Puzzlestücken um sich, um sie in den letzten beiden Episoden wie durch Zauberei zu einem plausiblen Gesamtbild zusammenzufügen. Tatsächlich ist die Geschichte, deren Umsetzung den Vergleich mit Martin Scorseses Psychothriller Shutter Island (2010) nicht scheuen muss, noch viel facettenreicher.“ Er lobt die Bildgestaltung und den Schnitt, bei dem „die Übergänge immer wieder raffiniert optische und akustische Motive aus der vorherigen Szene übernehmen“. Auch die überraschenden Wendungen und die Schauspieler gefallen ihm.
Christof Bock beschreibt die Serie bei Focus Online als „ähnlich perfide wie das literarische Original. Das liegt nicht nur an den hervorragenden schauspielerischen Leistungen. Den Machern des Sechsteilers gelingt es immer wieder, Unwohlsein zu schaffen, sei es nur durch das Kratzen von Mäusen hinter der Wand. Geschickt nimmt einen die Kameraführung mit auf eine Reise durch das Zwielicht zwischen Realität und Wahn.“
Thomas Andre lobt im Hamburger Abendblatt ebenfalls die Inszenierung und Bildsprache. Er findet aber einige Punkte in der Handlung nicht plausibel und meint, dass „man als HBO-Serien-erprobter Betrachter („Sharp Objects“) die eine große Wendung deutlich kommen sieht.“